# Филип (Јужна Дакота)
Филип (енгл. Philip) град је у америчкој савезној држави Јужна Дакота.

## Демографија
По попису из 2010. године број становника је 779, што је 106 (-12,0%) становника мање него 2000. године.
| Група             | 2000.       | 2010.       |
| Белци             | 835 (94,4%) | 726 (93,2%) |
| Афроамериканци    | 0 (0,0%)    | 2 (0,3%)    |
| Азијати           | 2 (0,2%)    | 6 (0,8%)    |
| Хиспаноамериканци | 12 (1,4%)   | 9 (1,2%)    |
| Укупно            | 885         | 779         |